# Mo Tae-bum
Mo Tae-bum (kor. 모태범, ur. 15 lutego 1989 r. w Seulu) – południowokoreański łyżwiarz szybki, dwukrotny medalista olimpijski, dwukrotny medalista mistrzostw świata i zdobywca Pucharu Świata.

## Kariera
Specjalizuje się w dystansach sprinterskich. Pierwszy sukces osiągnął w 2006 roku, kiedy wspólnie z kolegami z reprezentacji zdobył srebrny medal w biegu drużynowym podczas mistrzostw świata juniorów w Erfurcie. W tej samej konkurencji Koreańczycy z Mo w składzie zdobyli brązowy medal na rozgrywanych rok później mistrzostwach świata juniorów w Innsbrucku. Wśród seniorów pierwsze sukcesy osiągnął w 2010 roku, zdobywając dwa medale podczas igrzysk olimpijskich w Vancouver. W biegu na 500 m był najlepszy, wyprzedzając bezpośrednio dwóch Japończyków: Keiichirō Nagashimę i Jōjiego Katō. Na dystansie 1000 m zajął drugie miejsce, rozdzielając dwóch reprezentantów USA: Shaniego Davisa i Chada Hedricka. W 2011 roku zdobył srebrny medal na sprinterskich mistrzostwach świata w Heerenveen, przegrywając tylko ze swym rodakiem, Lee Kyu-hyeokiem. Kolejne dwa trofea zdobył w 2012 roku, zdobywając złoto na 500 m podczas dystansowych mistrzostw świata w Heerenveen i brąz na sprinterskich mistrzostwach świata w Calgary. Uległ tam jedynie Holendrowi Stefanowi Groothuisowi i Lee Kyu-hyeokowi. W 2013 roku zdobył złoty medal na 500 m i srebrny na 1000 m podczas dystansowych mistrzostw świata w Soczi. Rok później brał udział w igrzyskach olimpijskich w Soczi, jednak nie zdobył medalu. Jego najlepszym wynikiem było czwarte miejsce w biegu na 500 m, gdzie walkę o medal przegrał z Ronaldem Mulderem z Holandii. Na tych samych igrzyskach był dwunasty na dwukrotnie dłuższym dystansie. Wielokrotnie stawał na podium zawodów Pucharu Świata, odnosząc przy tym trzy zwycięstwa. Najlepsze wyniki osiągnął w sezonie 2011/2012, kiedy zwyciężył w klasyfikacji końcowej 500 m.

## Osiągnięcia

### Igrzyska Olimpijskie
- Vancouver 2010:  1. miejsce (500 m),  2. miejsce (1000 m), 5. miejsce (1500 m)
- Soczi 2014: 4. miejsce (500 m), 12. miejsce (1000 m)

### Mistrzostwa świata w wieloboju sprinterskim
- Heerenveen 2011:  2. miejsce
- Calgary 2012:  3. miejsce

### Mistrzostwa świata na dystansach
- Vancouver 2009: 8. miejsce (1000 m), 11. miejsce (1500 m)
- Heerenveen 2012:  1. miejsce (500 m)
- Soczi 2013:  1. miejsce (500 m),  1. miejsce (1000 m)